# 桜ユラユラ
「桜ユラユラ」(さくらユラユラ) は、FUNKY MONKEY BABYSの解散後のモン吉のソロで初の楽曲。ドリーミュージックから2016年3月9日に配信限定でリリースされた。

## 曲の詳細
1. 桜ユラユラ [5:27]
作詞：モン吉 作曲：モン吉/津波幸平